# 豐後中川站
豐後中川站（日语：／ Bungo-Nakagawa eki */?）是位於大分縣日田市天瀨町合田，九州旅客鐵道（JR九州）的久大本線車站。曾經部分急行「由布」停靠此站，但現時只停靠普通列車。
車站位於舊天瀨町中心的北邊山區內，並與國道210號平行。

## 車站構造

### 站房
為木建簡易式站房一座，為第三代站房，是因應第二代站房老化，並透過一些已離開的原居民所繳納的「故鄉納稅」，集資將原站房部份重新改建。新站房總樓面約33平方米，與舊站房的面積相約。其外貌參考了附近的高塚愛宕地藏尊而設計。入口採用木製趟門，站牌亦採用以手寫字體標示的木板製成。進站後即為候車室，左右均設有候長木長櫈，右側前端設有一間細小的儲物室；通過開放式閘口後，站房伸延部份為男、女獨立式洗手間及傷殘人士專用洗手間。通過無障礙斜道後便可到達月台範圍。亦可沿用在驗票口前或月台候車亭旁的梯級來往月台及路面。

#### 第二代舊站房

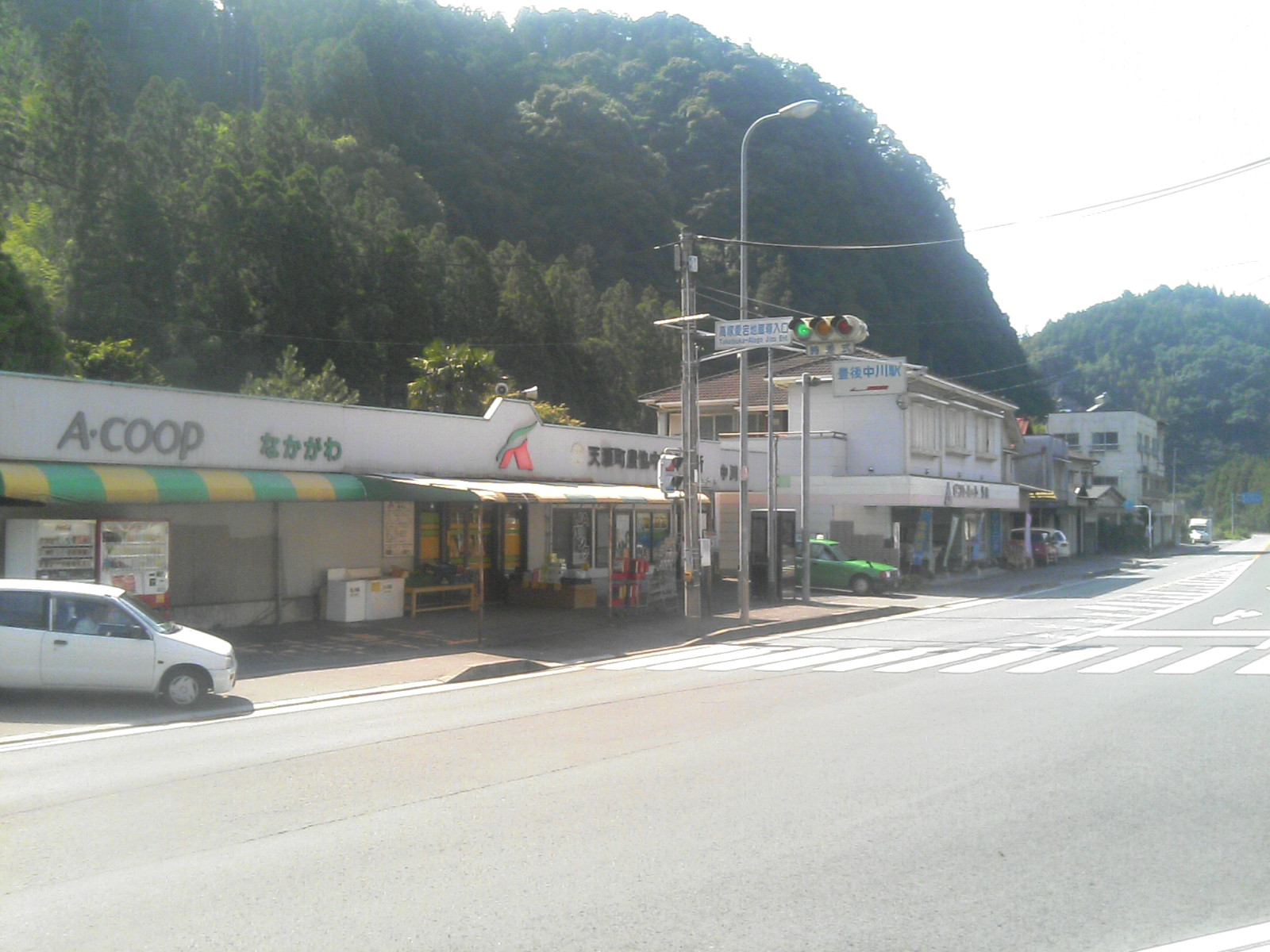
舊站房及旁邊的商店。（2007年8月4日）

第二代站房於1984年落成，是併設了車站及商業設施功能的站房。整個建築群都是同樣以木板及鋼架所搭建而成，而外貌上亦採用功能型為主的平頂現代式設計，省除不必要的尖型屋頂及其他裝飾功能為主的外貌。
站務部份位於站房的最右端，進站後即為候車大堂。兩端均設有候車長櫈，前端為驗票口，左側設有站務窗口及站務室。由於在此代站房落成時，日本國鐵也宣佈了本站改為無人化，因此站務部份則由當時進駐車站左側的JA大分「中川出張所」的職員委託處理。另外，當JA進駐新站房後，除了在靠近車站一方開設了中川出張所外，左側其餘部份則成為了旗下超級市場「A-COOP中川店」兼農產品批發市場。
2011年，JA從站房徹退，原中川出張所連同售票窗口皆一併拆去，站房左側的外牆亦稍作執整，後來，JA亦在原址新建成一座以水泥建成、隷屬旗下JA Bank的櫃員機服務站，不過服務站也只維持了不足十年的時間便遭徹去，相關的建築物也被拆去。
至於其餘獲保留的商店部份，先是由山崎麵包旗下的「山崎商店」進駐，稱為「YShop天瀨宇野商店」，後來改由全日本食品經營至今。
至於開業時的第一代站房，則未有任何資料。

### 月台

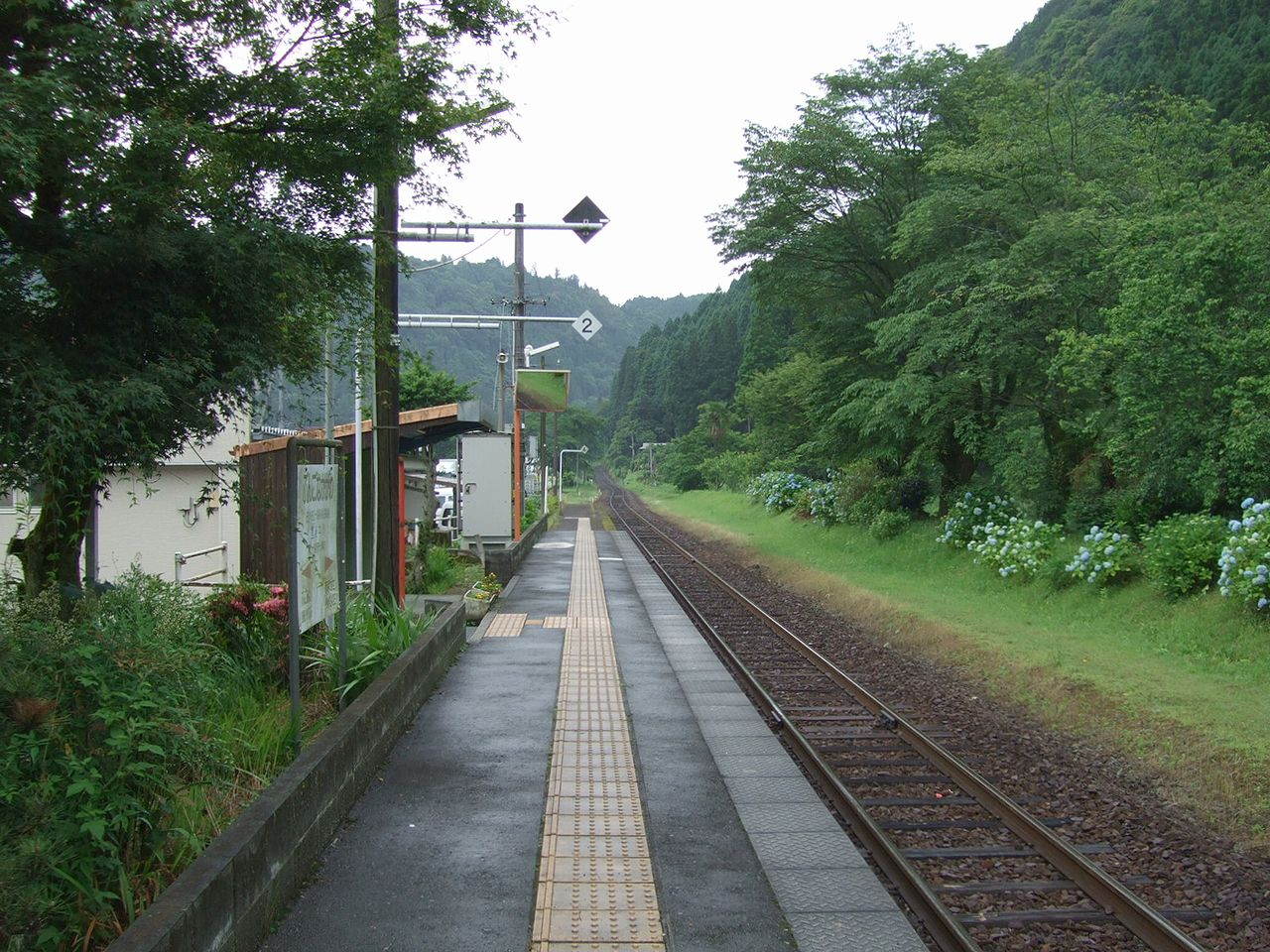
月台。前方為久留米方向，後方為大分方向。

設有1面1線的側式月台。長度約為120米，有效長度為6輛。月台上只設有一座以鐵皮及鐵架所搭建的有蓋候車亭一座，其餘部份皆為露天部份。列車停靠時，往久留米方向為右側上落；往大分方向為左側上落。
| 路線      | 上下行 | 方向             |
| --------- | ------ | ---------------- |
| ■久大本線 | 下行   | 豐後森、大分方向 |
| ■久大本線 | 上行   | 日田、久留米方向 |

## 歷史
- 1934年11月15日：鐵道省久大線日田～天瀨間開通，本站為中途站啟用[8][2]。
- 1984年2月15日：天瀨至日田之間隨著CTC化而成為無人車站[3]。
- 1987年4月1日：隨國鐵分割民營化，車站由九州旅客鐵道（JR九州）營運[9][10][11]。
- 2011年3月29日：侯車室改裝[12]。
- 2015年3月14日：為新站房舉行落成典禮[4][13]。

## 使用狀況
車站附近居民稀疏，只有在車站附近約二十間民房，以及過橋後對岸的少量民房。雖然日田市立東溪小學和中學都在附近，但亦不見有太大的通學需求。
自JR九州於2016年度起只公佈最多使用量的首300個車站後，本站雖然為特急停車站，但至2015年度每天平均使用人數均不足100人，不單未能進榜並顯示實際的使用量，就連表列於「超過100人」的附錄內也沒有。
| 年度     | 一年總 乘車人次 | 非定期票 乘車人次 | 定期 乘車人次 | 一日平均 乘車人次 | 一年總 下車人次 | 參考資料                |
| -------- | --------------- | ----------------- | ------------- | ----------------- | --------------- | ----------------------- |
| 1965     | 271,112         | 91,864            | 179,248       | -                 | 282,163         | [ 統計 1 ]              |
| -        | -               | -                 | -             | -                 | -               | -                       |
| 1990     | 86,290          | 19,345            | 66,945        | -                 | 95,226          | [ 統計 2 ]              |
| 1991     | 78,685          | 18,344            | 60,341        | -                 | 88,468          | [ 統計 3 ]              |
| 1992     | 59,846          | 16,764            | 43,082        | -                 | 64,218          | [ 統計 4 ]              |
| 1993     | 66,479          | 15,045            | 51,434        | -                 | 71,694          | [ 統計 5 ]              |
| 1994     | 74,726          | 15,050            | 59,676        | -                 | 79,085          | [ 統計 6 ]              |
| 1995     | 73,012          | 12,192            | 60,820        | -                 | 78,543          | [ 統計 7 ]              |
| 1996     | 67,192          | 11,925            | 55,267        | -                 | 71,682          | [ 統計 8 ]              |
| 1997     | 60,566          | 12,068            | 48,498        | -                 | 62,013          | [ 統計 9 ]              |
| 1998     | 60,940          | 12,367            | 48,573        | -                 | 62,045          | [ 統計 10 ]             |
| 1999     | 60,104          | 10,320            | 49,784        | -                 | 61,495          | [ 統計 11 ]             |
| 2000     | 54,383          | 9,102             | 45,281        | 149               | 56,442          | [ 統計 12 ]             |
| 2001     | 49,142          | 9,135             | 40,007        | 135               | 49,502          | [ 統計 13 ]             |
| 2002     | 46,601          | 9,039             | 37,562        | 128               | 47,691          | [ 統計 14 ]             |
| 2003     | 40,948          | 5,613             | 35,335        | 112               | 44,549          | [ 統計 15 ]             |
| 2004     | 43,647          | 4,798             | 38,849        | 120               | 45,630          | [ 統計 16 ]             |
| 2005     | 34,567          | 4,390             | 30,177        | 95                | 35,825          | [ 統計 17 ]             |
| 2006     | 35,776          | 4,194             | 31,582        | 98                | 37,148          | [ 統計 18 ]             |
| 2007     | 33,242          | 3,389             | 29,853        | 91                | 35,041          | [ 統計 19 ]             |
| 2008     | 31,487          | 2,447             | 29,040        | 86                | 33,466          | [ 統計 20 ]             |
| 2009     | 27,110          | 2,090             | 25,020        | 74                | 28,307          | [ 統計 21 ] [ 注釋 1 ]  |
| 2010     | 27,044          | 2,181             | 24,863        | 74                | 28,215          | [ 統計 22 ] [ 注釋 1 ]  |
| 2011     | 22,211          | 2,281             | 19,930        | 61                | 23,269          | [ 統計 23 ] [ 注釋 1 ]  |
| 2012     | 14,484          | 2,039             | 12,445        | 40                | 15,444          | [ 統計 24 ] [ 注釋 1 ]  |
| 2013     | 13,007          | 2,102             | 10,905        | 36                | 13,418          | [ 統計 25 ] [ 注釋 1 ]  |
| 2014     | 12,387          | 2,263             | 10,124        | 34                | 12,681          | [ 統計 26 ] [ 注釋 1 ]  |
| 2015     | 10,046          | 2,301             | 7,745         | 27                | 10,254          | [ 統計 27 ] [ 注釋 1 ]  |
| 2016     | 10,977          | 2,152             | 8,825         | 30                | 11,184          | [ 統計 28 ]             |
| 2017以後 |                 |                   |               | <100              |                 | [ 統計 29 ] [ 統計 30 ] |

## 相鄰車站
九州旅客鐵道
■久大本線
■觀光特急「金八·一六」、特急「由布」、「由布院之森」
通過
■普通
豐後三芳－豐後中川－天瀨

### 附注
1. 1 2 3 4 5 6 7  在大分縣統計協會廢止後於網上公開資料[14]

### 統計數據
1. ↑  大分県総務部統計課 『昭和41年版 大分県統計年鑑』 大分県統計協会、1966年3月。
2. ↑  大分縣總務部統計課 《平成3年版 大分縣統計年鑑』 大分縣統計協會，1991年12月31日。
3. ↑  大分縣總務部統計課 《平成4年版 大分縣統計年鑑』 大分縣統計協會，1992年12月31日。
4. ↑  大分縣總務部統計課 《平成5年版 大分縣統計年鑑』 大分縣統計協會，1994年3月31日。
5. ↑  大分縣總務部統計課 《平成6年版 大分縣統計年鑑』 大分縣統計協會，1995年3月31日。
6. ↑  大分縣總務部統計課 《平成7年版 大分縣統計年鑑』 大分縣統計協會，1996年3月31日。
7. ↑  大分縣總務部統計課 《平成8年版 大分縣統計年鑑』 大分縣統計協會，1997年3月31日。
8. ↑  大分縣總務部統計課 《平成9年版 大分縣統計年鑑』 大分縣統計協會，1998年3月31日。
9. ↑  大分縣總務部統計課 《平成10年版 大分縣統計年鑑』 大分縣統計協會，1999年3月31日。
10. ↑  大分縣總務部統計課 《平成11年版 大分縣統計年鑑』 大分縣統計協會，2000年3月31日。
11. ↑  大分縣總務部統計課 《平成12年版 大分縣統計年鑑』 大分縣統計協會，2001年3月31日。
12. ↑  大分縣總務部統計課 《平成13年版 大分縣統計年鑑』 大分縣統計協會，2002年3月31日。 - 11運輸および通信 - 132 鉄道各駅別運輸状況（JR九州・JR貨物） (ウェブ版XLS （页面存档备份，存于）)
13. ↑  大分縣總務部統計課 《平成14年版 大分縣統計年鑑』 大分縣統計協會，2003年3月31日。 - 11運輸および通信 - 132 鉄道各駅別運輸状況（JR九州・JR貨物） (ウェブ版XLS （页面存档备份，存于）)
14. ↑  大分縣總務部統計課 《平成15年版 大分縣統計年鑑』 大分縣統計協會，2004年3月31日。 - 11運輸および通信 - 132 鉄道各駅別運輸状況（JR九州・JR貨物） (ウェブ版XLS （页面存档备份，存于）)
15. ↑  大分縣總務部統計課 《平成16年版 大分縣統計年鑑』 大分縣統計協會，2005年3月31日。 - 11運輸および通信 - 132 鉄道各駅別運輸状況（JR九州・JR貨物） (ウェブ版XLS （页面存档备份，存于）)
16. ↑  大分縣總務部統計課 《平成17年版 大分縣統計年鑑』 大分縣統計協會，2006年3月31日。 - 11運輸および通信 - 132 鉄道各駅別運輸状況（JR九州・JR貨物） (ウェブ版XLS （页面存档备份，存于）)
17. ↑  大分縣總務部統計課 《平成18年版 大分縣統計年鑑』 大分縣統計協會，2007年3月31日。 - 11運輸および通信 - 132 鉄道各駅別運輸状況（JR九州・JR貨物） (ウェブ版XLS （页面存档备份，存于）)
18. ↑  大分縣總務部統計課 《平成19年版 大分縣統計年鑑』 大分縣統計協會，2007年3月31日。 - 11運輸および通信 - 130 鉄道各駅別運輸状況（JR九州・JR貨物） (ウェブ版XLS （页面存档备份，存于）)
19. ↑  大分縣總務部統計課 《平成20年版 大分縣統計年鑑』 大分縣統計協會，2009年3月31日。 - 11運輸および通信 - 129 鉄道各駅別運輸状況（JR九州・JR貨物） (ウェブ版XLS （页面存档备份，存于）)
20. ↑  大分縣總務部統計課 《平成21年版 大分縣統計年鑑》 大分縣統計協會，2010年3月31日。 - 11運輸および通信 - 129 鉄道各駅別運輸状況（JR九州・JR貨物） (ウェブ版XLS （页面存档备份，存于）)
21. ↑  . 大分縣總務部統計課. 2012-02-15  [2015-06-26]. （原始内容存档于2015-06-26）.
22. ↑  . 大分縣總務部統計課. 2012-06-15  [2015-06-26]. （原始内容存档于2015-06-26）.
23. ↑  . 大分縣總務部統計課. 2013-08-05  [2015-06-26]. （原始内容存档于2015-06-26）.
24. ↑  . 大分縣總務部統計課. 2014-03-10  [2021-01-11]. （原始内容存档于2021-01-12）.
25. ↑  . 大分縣總務部統計課. 2015-03-10  [2015-06-26]. （原始内容存档于2015-06-27）.
26. ↑  . 大分縣總務部統計課. 2016-03-29  [2021-01-11]. （原始内容存档于2016-09-27）.
27. ↑  . 大分縣總務部統計課. 2017-03-30  [2021-01-11]. （原始内容存档于2017-08-03）.
28. ↑   (PDF). 日田市.   [2018-05-17]. （原始内容存档 (PDF)于2018-05-17） （日语）.
29. ↑  駅別乗車人員上位300駅（2017年度）
30. ↑  駅別乗車人員上位300駅（2023年度） （页面存档备份，存于），JR九州。

## 外部連結
- JR九州豐後中川站